# Amanda Lightfootová
Amanda Lightfootová (nepřechýleně Amanda Lightfoot; * 30. ledna 1987) je britská biatlonistka, která soutěží v IBU Cupu.
Amanda Lightfootová se narodila v Coventry. Ke sportu se dostala poté, co se v devatenácti letech poprvé naučila lyžovat. Je seržantkou ve sboru generálního adjutanta. Byla vybrána jako součást týmu GB pro zimní olympijské hry 2014 v Soči. Jejím trenérem je Walter Pichler. Lightfootová dosáhla nového osobního maxima na Mistrovství světa v biatlonu 2017 v Hochfilzenu, když v individuálním závodě obsadila 32. místo.